# Bletilla
Bletilla is een geslacht met vijf soorten orchideeën uit de onderfamilie Epidendroideae.
Het zijn terrestrische orchideeën uit gematigde streken van China, Japan en Zuidoost-Azië.

## Naamgeving enetymologie
- Synoniem: Jimensia Raf., Polytoma  Lour. ex Gomes

De botanische naam Bletilla betekent 'kleine Bletia', en heeft betrekking op de erg gelijkende maar grotere bloemen van het geslacht Bletia.

## Kenmerken
Bletilla-soorten zijn terrestrische orchideeën met knolachtige rizomen waaruit een slanke bloemstengel ontspringt, die op het einde van de bloeiperiode kan opzwellen tot een pseudobulb. De stengel draagt twee tot zes tot 40 cm lange lijn- tot lancetvormige, langs de nerven geplooide bladeren.
De bloeiwijze is een eindstandige tros, zigzagvormig gebogen, met enkele geresupineerde, witte, gele, roze tot purperen bloemen. Kelkbladen en kroonbladen zijn praktisch gelijkvormig en niet met elkaar vergroeid. De bloemlip is drielobbig en draagt een centrale callus.
Het gynostemium is gebogen, aan de randen gevleugeld, en draagt loodrecht op de as één meeldraad met acht zachte, meelachtige pollinia in twee groepen verdeeld.

## Habitaten verspreiding
Bletilla-soorten komen voor op weinig beschaduwde plaatsen, zoals op graslanden, stenige plaatsen, tussen kreupelhout, langs bosranden en in wegbermen, op hoogtes van 500 tot 2000 m. Het verspreidingsgebied is beperkt tot Zuid-China, Myanmar en Thailand in het westen tot Korea en Japan in het oosten.

## Taxonomie
Het geslacht omvat vijf soorten. De typesoort is Bletilla striata (Thunb.) Rchb.f. (1878).
- Bletilla chartacea (King & Pantl.) Tang & F.T.Wang (1951)
- Bletilla foliosa (King & Pantl.) Tang & F.T.Wang (1951)
- Bletilla formosana (Hayata) Schltr. (1911)
- Bletilla ochracea Schltr. (1913)
- Bletilla striata (Thunb.) Rchb.f. (1878)